# Drassyllus mexicanus
Drassyllus mexicanus är en spindelart som först beskrevs av Banks 1898.  Drassyllus mexicanus ingår i släktet Drassyllus och familjen plattbuksspindlar. Inga underarter finns listade i Catalogue of Life.